# Carmen Reinhart
Carmen M. Reinhart (ur. jako Castellanos 7 października 1955) – amerykańska ekonomistka, profesor finansów Uniwersytetu Harvarda, pracowniczka naukowa NBER i CEPR.
Zajmuje się głównie teoretyczną makroekonomią, finansami i gospodarką międzynarodową. Według rankingu RePEc jest jedną z najczęściej cytowanych i czytanych ekonomistek świata.

## Życiorys

### Wczesne życie i wykształcenie
Urodziła się w Hawanie na Kubie; jej rodzice imigrowali do Stanów Zjednoczonych, gdy miała 10 lat. Dorastała w Pasadenie w Kalifornii i w Miami na Florydzie. Miała zamiar studiować sztukę lub modę, jednak lokalny koledż nie oferował takiego kierunku. Podjęła studia na Miami Dade College, a następnie Florida International University, specjalizując się w ekonomii (B.A. cum laude 1975). Kontynuowała naukę na Uniwersytecie Columbia, studiując filozofię (M.A. 1980, M.Phil. 1981) i ekonomię (Ph.D. 1988), pisząc doktorat pod kierunkiem Roberta Mundella.
Wyszła za mąż za kolegę ze studiów z Columbii, ekonomistę i częstego współautora Vincenta Reinharta. Mają jedno dziecko.
W trakcie studiów w latach 1982–1986 pracowała w banku inwestycyjnym Bear Stearns jako ekonomistka działu badawczego, awansując do stanowiska głównej ekonomistki i wiceprzewodniczącej zespołu. Według jej relacji, odczuwała niechęć do powierzchownej, gorączkowej pracy w biznesie, i czuła, że woli zajmować się spokojnym rozwojem teorii i badaniami naukowymi.

### Praca i dalsze życie
Po ukończeniu studiów pracowała w latach 1988–1996 jako ekonomistka badawcza Międzynarodowego Funduszu Walutowego, po przerwie na pracę akademicką wracając jako wicedyrektorka zespołu na okres 2001–2003. Zasiadała także w radzie Kongresowego Biura Budżetowego i Banku Rezerwy Federalnej w Nowym Jorku.
Obejmowała posady uniwersyteckie m.in. na Uniwersytecie Maryland i na Harvardzie, gdzie pozostaje od 2012.
Jej zainteresowania badawcze obejmowały takie działy makroekonomii i finansów jak międzynarodowe przepływy kapitału i ich kontrola, stabilność cen, oraz kryzysy bankowe i walutowe. Przedstawiła razem z Kennethem Rogoffem obszerne omówienie przyczyn i mechanizmów przebiegu kryzysu finansowego po 2007. Ich praca z 2010, Growth in a Time of Debt, oszacowywała znacząco negatywny wpływ wysokiego długu publicznego na kondycję gospodarki, i była używana do uzasadniania polityki zaciskania pasa wydatków publicznych (ang. austerity) w trakcie kryzysu. Kontrowersje związane z tą polityką pogłębiło odkrycie w 2013 w tej publikacji technicznych pomyłek; po ich usunięciu negatywny efekt był nadal obecny, ale dopiero od dalece wyższego poziomu zadłużenia – co podważyło wiązane z nią konkluzje.